# Antarktická kuchyně

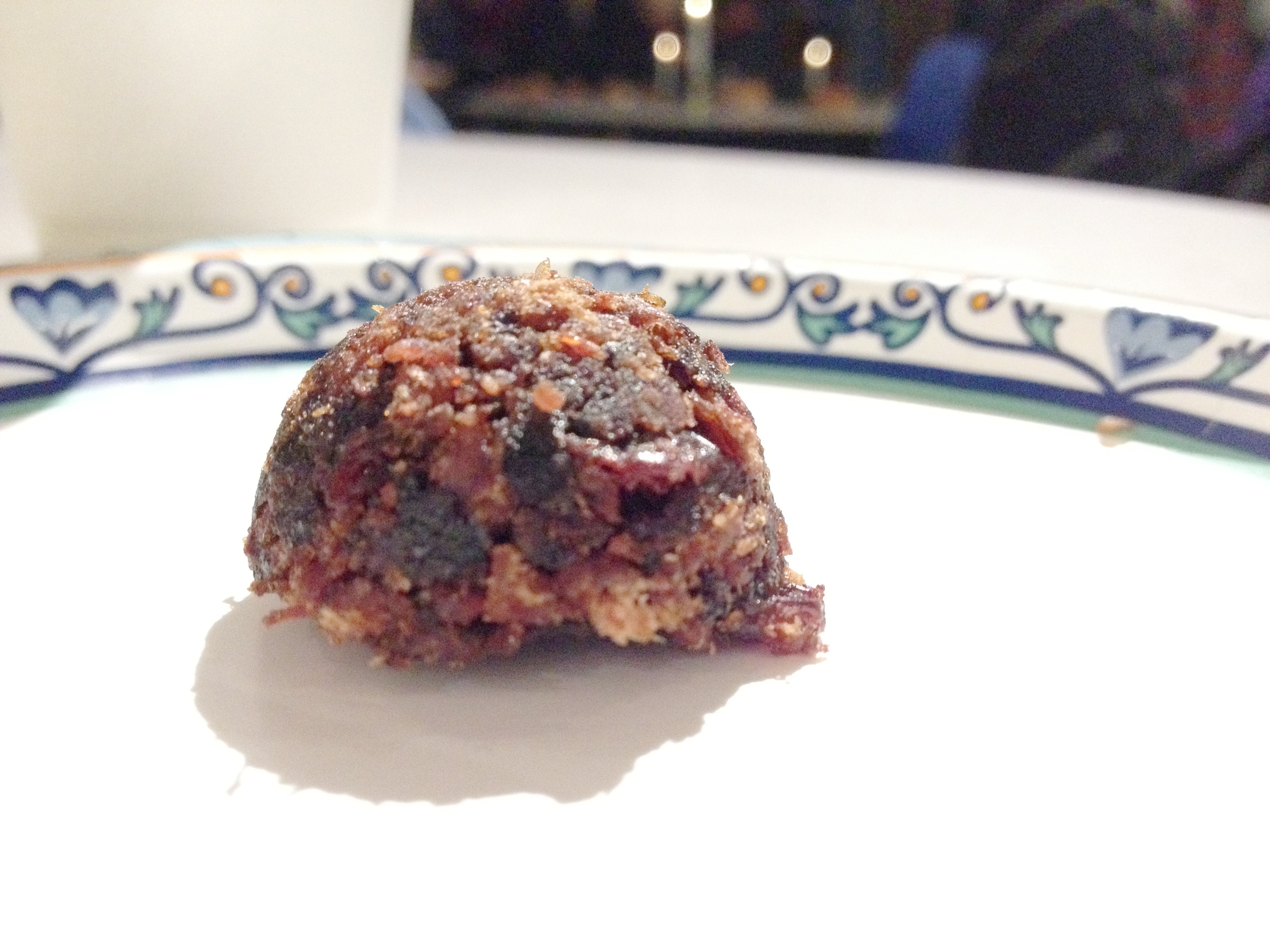
Pemikan

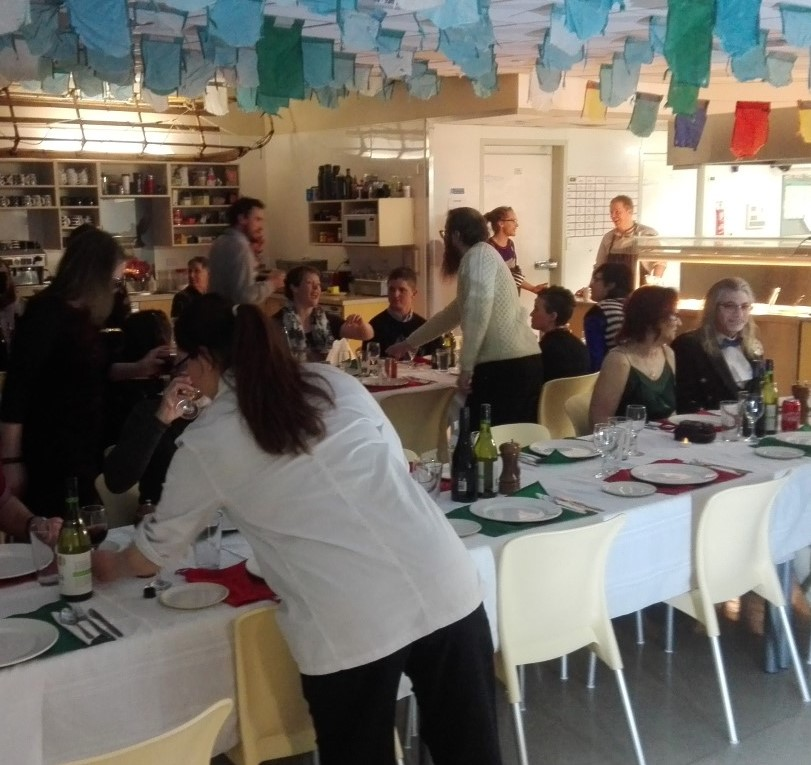
Hostina během slavnosti svátku zimního slunovratu na stanici Scott

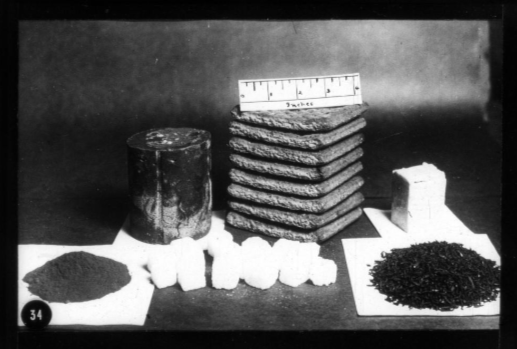
Historická fotografie Sledging ration (jídla na polární výpravu) ze Scottovy expedice Terra Nova.

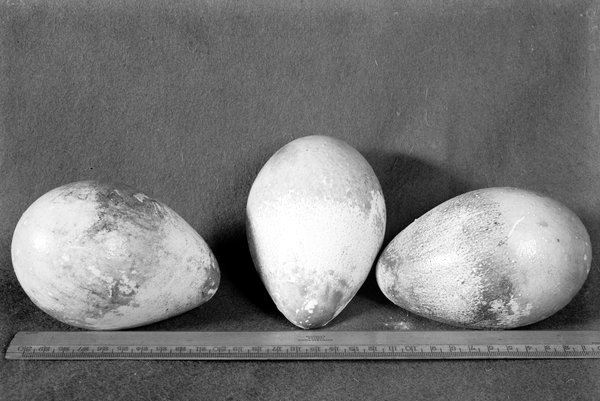
Vejce tučňáka císařského, v minulosti důležitá surovina antarktické kuchyně

Antarktická kuchyně neexistuje ve smyslu národní kuchyně, přesto je ale jídlo v Antarktidě velmi důležité a existuje několik pokrmů typických pro Antarktidu.
Naprostá většina potravin se do Antarktidy dováží, protože je zakázáno lovit ryby a jiná divoká zvířata. V minulosti tento zákaz ovšem neplatil, a tak se například ještě v 60. letech 20. století v Antarktidě běžně jedla vejce tučňáků. Na některých polárních stanicích se ale pěstuje v malém množství zelenina a bylinky. Na polárních stanicích se obvykle podává kuchyně státu, kterému daná polární stanice patří. Průzkumníci v terénu obvykle mají k dispozici potraviny s vysokou energetickou hodnotou (jako je čokoláda).
Na australské polární stanici Casey od 90. let 20. století probíhala výroba piva, v roce 2021 nicméně byla tato výroba piva australským státem zakázána.
Na hlavní antarktický svátek slavený v období zimního slunovratu (anglicky Midwinter day) 20. nebo 21. června, který je slavený již od začátku 20. století, se na mnoha antarktických polárních stanicích pořádá slavnostní hostina zahrnující několik chodů. Suroviny na tuto hostinu jsou kvůli neexistenci zimních dodávek surovin na stanice obvykle dopraveny několik měsíců dopředu. V rámci hostiny jsou často podávány vybrané speciality, které se jinak na polárních stanicích nepodávají (např. různé alkoholické nápoje, steak nebo humr). Před zákazem lovu antarktické fauny se během slavnosti slunovratu podávaly i pokrmy z masa místních zvířat.

## Pokrmy typické pro Antarktidu
- Pemikan, směs sušeného masa, sušeného ovoce, tuku a dalších přísad. Původně pochází od severoamerických Indiánů, ale pro svou trvanlivost a vysokou energetickou hodnotu je populární mezi antarktickými průzkumníky, na svých výpravách ho měl také Ernest Henry Shackleton.[1][2][3][4]
- Sledging biscuits (doslovně přeloženo jako sáňkové sušenky), nevýrazné, trvanlivé, máslové sušenky s vysokou energetickou hodnotu jsou také velmi oblíbené mezi antarktickými průzkumníky. Dají se podávat také se sýrem nebo s různými pomazánkami jako je marmite.[1][10][11]
- Hoosh, kaše vyráběná z pemikanu, sušenek sledging biscuits a vody (obvykle ze sněhu)[1][3]
- Bannock, jednoduchá nevýrazná placka z těsta[1][3]
- Čokoláda[2][3]